# Chandrapura, Turuvekere
Chandrapura là một làng thuộc tehsil Turuvekere, huyện Tumkur, bang Karnataka, Ấn Độ.